# Skýcovská vrchovina
Skýcovská vrchovina je geomorfologickou částí Rázdiela, podcelku pohoří Tribeč.  Leží ve střední a jižní části podcelku, v širším okolí obce Skýcov. 

## Polohopis
Území se nachází v severovýchodní části pohoří Tribeč a zabírá velkou část podcelku Rázdiel. V centrální části vrchoviny se nachází Skýcov, na jižním okraji Hostie a na západním Veľký Klíž. Na severu a východě sousedí části mateřského podcelku, Kolačnianská brázda a Veľkopoľská vrchovina, jižně navazuje Lehotská planina (podcelek Pohronského Inovce ) a Žitavská pahorkatina, patřící do Podunajské pahorkatiny. Západním směrem pokračuje pohoří podcelkem Veľký Tribeč, konkrétně geomorfologické části Zlatnianské predhorie, Vysoký Tribeč a Hornonitrianské predhorie. Severněji klesá západní okraj do Tribečského podhoria, které je součástí Podunajské pahorkatiny. 
Severní a západní úbočí patří do povodí Nitry a jejích přítoků, z nichž nejvýznamnější jsou Drahožica a Vyčoma. Jižně orientované oblasti jsou součástí povodí řeky Žitava, do které ústí Hostianský potok, nejvýznamnější vodní tok této oblasti.
Centrální částí vede údolím Drahožice přes Velké Uherce na Skýcov a dále údolím potoka Leveš do Topoľčianok silnice II / 511, z níž ve Skýcově odbočuje silnice do Bošian. 

## Chráněná území
Okrajové části Skýcovské vrchoviny patří do Chráněné krajinné oblasti Ponitrie, centrální oblast je však z ní vyňata. Zvláště chráněným územím je v severní části ležící přírodní rezervace Dobrotínské skaly. 

## Turismus
Turisticky atraktivní jsou lokality v západní části, v blízkosti obce Veľký Klíž, která je dlouhodobě základnou pro turisty ze širokého okolí. Modře značená stezka vede na Vrchhoru a Michalův vrch, častým cílem výstupů je i Velký Vracov (609,1 m n. m.). Jižní částí vrchoviny vede přes Hrušovský hrad oblíbená Ponitranská magistrála, směřující z Velkého Tribča do Jedlových Kostolan. Okolí Skýcova je známou houbařskou oblastí a v jižní části je mimo Hrušovského hradu turisticky atraktivní (již mimo Skýcovské vrchoviny ležící) okolí Topoľčianek s zámečkem, parkem a oborou.

### Vybrané vrcholy
- Sokolec (799 m n. m.)
- Velká Ostrá (745 m n. m.)
- Lámaniny (730 m n. m.)
- Velký Vracov (609 m n. m.)
- Michalov vrch (541 m n. m.)

### Turistické trasy
- po  červeně značené Ponitrianské magistrále z Veľkého Tribča přes Hrušovský hrad do Jedľových Kostolan
- po  modře značeném chodníku z Brodzan přes Veľký Klíž a lokalitu Vrchhora, odkud vede odbočka na Michalov vrch, na rozcestí Vojtechov
- po  zelené trase:
  - z Veľkých Uheriec okolo přehrady k přírodní rezervaci Dobrotínske skaly
  - ze sedla Rakyta přes Krásny vrch a Skýcov na rozcestí Lúky pod Kruhom (napojení na Ponitrianskou magistrálu)
  - z Topoľčianok na Hrušovský hrad[2]